# زرغران سفلي (مقاطعة دورود)
زرغران سفلي (بالفارسية: زرگران سفلی) هي قرية تقع في قسم تشالانتشولان الريفي (مقاطعة دورود) في إيران. يقدر عدد سكانها بـ 274 نسمة بحسب إحصاء 2016.